# 多爾瑪巴赫切鐘樓
多爾瑪巴赫切钟楼 (土耳其語：Dolmabahçe Saat Kulesi）是土耳其伊斯坦布尔的一座钟楼，位于多爾瑪巴赫切宫外，博斯普鲁斯海峡的欧洲海岸邊的广场上，毗邻多爾瑪巴切清真寺。它是由奥斯曼帝国苏丹阿卜杜勒-哈米德二世下令修建于1890年到1895年，奥斯曼新巴洛克风格，设计者为土耳其著名宫廷建筑师，亚美尼亚裔的Sarkis Balyan。四面四层，底层面积8.5 × 8.5 m，高27米（89英尺）。
它的钟是由法国著名钟表匠 Jean-Paul Garnier制造。1979年，原来的机械钟被部分改为电子钟。钟楼的两侧有苏丹阿卜杜勒-哈米德二世的花押。